# 坎波拉梅罗
坎波拉梅罗，是西班牙加利西亚自治区蓬特韦德拉省的一个市镇。 总面积64平方公里，总人口2235人（2001年），人口密度35人/平方公里。